# 팀 맥킨타이어
팀 매킨타이어(Tim McIntire, 1944년 7월 19일 ~ 1986년 4월 15일)는 미국의 음악가, 배우이다.
로스앤젤레스에서 태어났으며 로스앤젤레스에서 사망하였다. 사인은 심부전이다. 몬태나주에 매장되었다.

## 출연 작품
- 패스트-워킹 (1982년)
- 도전 (1980년)
- 콰이어보이 (1977년)
- 야망의 계절 (1976년)
- 킬러 인사이드 미 (1976년)
- 소년과 개 (1975년) - 블러드 역
- 알로하, 바비와 로즈 (1974년)
- 키드 블루 (1973년)
- 제레미아 존슨 (1972년)
- 푸키 (1969년)
- 폴로우 미, 보이즈! (1966년)

### 텔레비전
- 셰넌도어 (1965년)
- 벤 케이시 (1961년)
- 인베이더 - 시리즈 (1967년)
- FBI (1965년)
- 보난자 (1959년)
- 디즈니랜드 (1954년)